# Coleocoma
Coleocoma é um género botânico pertencente à família Asteraceae.